# Keven Alemán
Keven Steven Alemán Bustos (San José, 25 marzo 1994) è un calciatore costaricano naturalizzato canadese, centrocampista del Rayong.

## Carriera

### Club
Dopo gli inizi nel campionato spagnolo si è trasferito in Costa Rica.

### Nazionale
Ha esordito in nazionale nel 2013.